# Trossschiffverband
Der Trossschiffverband, auch Troßschiffverband (TSV), war ein deutscher Verband der Kriegsmarine im Zweiten Weltkrieg. Im Oktober 1960 wurde in der Bundesmarine ein Kommando der Troßschiffe aufgestellt.

## Vorgeschichte
Mit Kriegsbeginn wurde in der Seekriegsleitung (Skl) mit der Nachschubabteilung Skl/Qu A III eine Führungsdienststelle für die Versorgung der Marine eingerichtet. Die eigentliche Versorgung wurde weiterhin durch die beiden Kriegsmarinewerften in Kiel und Wilhelmshaven durchgeführt, die Skl/Qu A III hatte nur Führungsaufgaben zu übernehmen. Den Kriegsmarinewerften wurden für die Durchführung der Versorgungsaufgaben alle Arten von Versorgungsschiffen, wie Tanker, Kohlenschiffe und Transporter zugeteilt. Vor Kriegsbeginn war der Marinesonderdienst (MSD) z. T. für Versorgungsleistungen verantwortlich.
Im Zuge der Weserübung wurde im Anfang 1940 bei den Kriegsmarinewerften eigenständige Nachschubressorts eingerichtet. Selbst durch diese Einrichtung konnten die immer größer werdenden Aufgaben für die Versorgung der Marine nicht mehr geeignet abgedeckt werden. Im Mai 1940 wurde in einem ersten Schritt die Trossschiffe den jeweiligen Stationskommandos (Marinestation der Ostsee und Marinestation der Nordsee) unterstellt. Hierdurch einstanden der Trossschiffverband Ost und Trossschiffverband Nord. In der Folge formulierten die Stationskommandos ihre Forderung nach einer eigenständigen Dienststelle bei Skl/Qu A III.

## Verbandsgeschichte
Im Juli 1941 wurde der Trossschiffverband mit Standort Wesermünde eingerichtet. Dem Verband wurden die Trossschiffe, Hilfstrossschiffe, Begleittanker und Versorgungsschiffe (Z-Schiffe) der Kriegsmarine zugewiesen. Später kamen noch die Wetterbeobachtungsschiffe (WBS) zum Trossschiffverband. Auf Anordnung der Seekriegsleitung wurde der Stützpunkt nach La Baule verlegt. Hiermit ging eine Aufteilung in die Gruppe West, Gruppe Nord und eine Gruppe im Mittelmeerraum einher. Der Nachschubabteilung Skl/Qu A III blieb die Versorgungssteuerung des Südraumes zugeordnet.
Truppendienstlich war der Verband dem Kommandierenden Admiral Frankreich und mit dem Eingliederung im September 1942 dem Marinegruppenkommando West unterstellt. Lediglich die Versorgung im Atlantik war der 1./Skl zugeordnet und damit nicht dem Verband zugeordnet.
Ab Sommer 1943 war es den Schiffen des Trossschiffverbands nicht mehr möglich die alliierten Blockaden zu durchbrechen. Die Einsatzstelle in La Baule wurde am 31. Juli 1943 aufgelöst. Unter dem neuen Verbandschef erfolgte die Verlegung nach Wesermünde. Die Unterstellung erfolgte nun unter den Flottenchef und erhielt die Versorgung Nordnorwegens zugeteilt.

## Chefs des Trossschiffverbands
- Fregattenkapitän Alfred Stiller: von Juli 1940 bis Juli 1943[1]
- Fregattenkapitän Heinrich Koch: von Juli 1943 bis Mai 1945 (†)[2]

## Schiffe (Auswahl)
- Passat: von Februar 1941 bis zum Umbau im April 1941, ab Februar 1942 Hilfstrossschiff (kam aufgrund einer Beschädigung nach einem Angriff nicht mehr als Trossschiff zum Einsatz)
- Nordstern (Tanker): bis zur Versenkung im September 1943
- Kärnten: von Mitte März 1942 bis August 1942